# Campeonato Neerlandés de Fútbol 1939-40
El Campeonato Neerlandés de Fútbol 1939/40 fue la 52.ª edición del campeonato de fútbol de los Países Bajos. Participaron 52 equipos divididos en cinco divisiones. El campeón nacional sería determinado por un grupo final formado con los ganadores de las divisiones de fútbol del este, norte, sur y dos del oeste. Feijenoord ganó el campeonato de este año.

## Nuevos participantes
Eerste Klasse Este:
- Promovido desde la 2ª división: Enschedese Boys

Eerste Klasse Norte:
- Promovido desde la 2ª división: WVV Winschoten

Eerste Klasse Sur:
- Promovido desde la 2ª división: HVV Helmond y Limburgia

Eerste Klasse Oeste-I:
- Trasladado desde Oeste-II: Ajax, DOS, HVV 't Gooi, HFC Haarlem y VSV

Eerste Klasse Oeste-II:
- Trasladado desde Oeste-I: CVV Mercurius, HBS Craeyenhout, Hermes DVS, Sparta Rotterdam y Xerxes

## Divisiones

### Eerste Klasse Este
| Pos | Equipo          | PJ | PG | PE | PP | GF | GC | Pts | DG  | Notas                                     |
| --- | --------------- | -- | -- | -- | -- | -- | -- | --- | --- | ----------------------------------------- |
| 1   | Heracles        | 18 | 12 | 2  | 4  | 36 | 20 | 26  | +16 | Clasificado al grupo final por el título. |
| 2   | NEC Nijmegen    | 18 | 11 | 2  | 5  | 51 | 27 | 24  | +24 |                                           |
| 3   | AGOVV Apeldoorn | 17 | 10 | 3  | 4  | 38 | 17 | 23  | +21 |                                           |
| 4   | HVV Tubantia    | 17 | 9  | 2  | 6  | 34 | 37 | 20  | -3  |                                           |
| 5   | Go Ahead        | 18 | 7  | 5  | 6  | 34 | 27 | 19  | +7  |                                           |
| 6   | HVV Hengelo     | 17 | 5  | 6  | 6  | 27 | 35 | 16  | -8  |                                           |
| 7   | SC Enschede     | 17 | 6  | 1  | 10 | 31 | 35 | 13  | -4  |                                           |
| 8   | FC Wageningen   | 17 | 4  | 5  | 8  | 28 | 47 | 13  | -19 |                                           |
| 9   | Quick Nijmegen  | 17 | 5  | 1  | 11 | 31 | 46 | 11  | -15 |                                           |
| 10  | Enschedese Boys | 18 | 4  | 1  | 13 | 26 | 45 | 9   | -19 |                                           |

PJ = Partidos jugados; PG = Partidos ganados; PE = Partidos empatados; PP = Partidos perdidos; GF = Goles a favor; GC = Goles en contra; Pts = Puntos; DG = Diferencia de goles

### Eerste Klasse Norte
| Pos | Equipo          | PJ | PG | PE | PP | GF | GC | Pts | DG  | Notas                                     |
| --- | --------------- | -- | -- | -- | -- | -- | -- | --- | --- | ----------------------------------------- |
| 1   | GVAV Rapiditas  | 18 | 14 | 2  | 2  | 58 | 25 | 30  | +33 | Clasificado al grupo final por el título. |
| 2   | HSC             | 17 | 9  | 3  | 5  | 44 | 28 | 21  | +16 |                                           |
| 3   | Veendam         | 18 | 9  | 3  | 6  | 44 | 40 | 21  | +4  |                                           |
| 4   | Sneek Wit Zwart | 16 | 9  | 2  | 5  | 39 | 29 | 20  | +10 |                                           |
| 5   | sc Heerenveen   | 16 | 8  | 1  | 7  | 54 | 49 | 17  | +5  |                                           |
| 6   | Achilles 1894   | 16 | 6  | 4  | 6  | 49 | 49 | 16  | 0   |                                           |
| 7   | Velocitas 1897  | 16 | 6  | 3  | 7  | 35 | 36 | 15  | -1  |                                           |
| 8   | VV Leeuwarden   | 16 | 4  | 3  | 9  | 34 | 54 | 11  | -20 |                                           |
| 9   | WVV Winschoten  | 17 | 4  | 2  | 11 | 33 | 58 | 10  | -25 |                                           |
| 10  | Be Quick 1887   | 16 | 1  | 3  | 12 | 27 | 49 | 5   | -22 |                                           |

PJ = Partidos jugados; PG = Partidos ganados; PE = Partidos empatados; PP = Partidos perdidos; GF = Goles a favor; GC = Goles en contra; Pts = Puntos; DG = Diferencia de goles

### Eerste Klasse Sur
| Pos | Equipo         | PJ | PG | PE | PP | GF | GC | Pts | DG  | Notas                                     |
| --- | -------------- | -- | -- | -- | -- | -- | -- | --- | --- | ----------------------------------------- |
| 1   | Juliana        | 21 | 15 | 4  | 2  | 79 | 24 | 34  | +55 | Clasificado al grupo final por el título. |
| 2   | FC Eindhoven   | 22 | 12 | 5  | 5  | 57 | 32 | 29  | +25 |                                           |
| 3   | NOAD           | 20 | 13 | 3  | 4  | 45 | 30 | 29  | +15 |                                           |
| 4   | MVV Maastricht | 21 | 13 | 2  | 6  | 48 | 28 | 28  | +20 |                                           |
| 5   | Willem II      | 21 | 10 | 5  | 6  | 42 | 36 | 25  | +6  |                                           |
| 6   | PSV Eindhoven  | 21 | 8  | 6  | 7  | 40 | 29 | 22  | +11 |                                           |
| 7   | LONGA          | 19 | 7  | 4  | 8  | 38 | 43 | 18  | -5  |                                           |
| 8   | NAC            | 20 | 7  | 4  | 9  | 30 | 38 | 18  | -8  |                                           |
| 9   | HVV Helmond    | 20 | 4  | 4  | 12 | 24 | 65 | 12  | -41 |                                           |
| 10  | Limburgia      | 20 | 5  | 1  | 14 | 31 | 48 | 11  | -17 |                                           |
| 11  | BVV Den Bosch  | 20 | 3  | 4  | 13 | 27 | 55 | 10  | -28 |                                           |
| 12  | RFC Roermond   | 19 | 3  | 2  | 14 | 23 | 56 | 8   | -33 |                                           |

PJ = Partidos jugados; PG = Partidos ganados; PE = Partidos empatados; PP = Partidos perdidos; GF = Goles a favor; GC = Goles en contra; Pts = Puntos; DG = Diferencia de goles

### Eerste Klasse Oeste-I
| Pos | Equipo              | PJ | PG | PE | PP | GF | GC | Pts | DG  | Notas                                     |
| --- | ------------------- | -- | -- | -- | -- | -- | -- | --- | --- | ----------------------------------------- |
| 1   | Blauw-Wit Amsterdam | 18 | 14 | 1  | 3  | 45 | 24 | 29  | +21 | Clasificado al grupo final por el título. |
| 2   | ADO Den Haag        | 18 | 13 | 2  | 3  | 55 | 25 | 28  | +30 | [Oeste-II]                                |
| 3   | DWS                 | 18 | 12 | 3  | 3  | 50 | 29 | 27  | +21 | [Oeste-II]                                |
| 4   | VSV                 | 18 | 9  | 3  | 6  | 55 | 32 | 21  | +23 |                                           |
| 5   | HVV 't Gooi         | 18 | 7  | 5  | 6  | 39 | 44 | 19  | -5  | [Oeste-II]                                |
| 6   | AFC Ajax            | 18 | 7  | 3  | 8  | 35 | 37 | 17  | -2  |                                           |
| 7   | Stormvogels         | 18 | 5  | 4  | 9  | 25 | 34 | 14  | -9  | [Oeste-II]                                |
| 8   | HFC Haarlem         | 18 | 5  | 1  | 12 | 40 | 61 | 11  | -21 |                                           |
| 9   | KFC                 | 18 | 3  | 2  | 13 | 32 | 62 | 8   | -30 | [Oeste-II]                                |
| 10  | DOS                 | 18 | 1  | 4  | 13 | 35 | 63 | 6   | -28 |                                           |

PJ = Partidos jugados; PG = Partidos ganados; PE = Partidos empatados; PP = Partidos perdidos; GF = Goles a favor; GC = Goles en contra; Pts = Puntos; DG = Diferencia de goles
[Oeste-II] Equipos trasladados a la división Oeste-II para la próxima temporada.

### Eerste Klasse Oeste-II
| Pos | Equipo           | PJ | PG | PE | PP | GF | GC | Pts | DG  | Notas                                     |
| --- | ---------------- | -- | -- | -- | -- | -- | -- | --- | --- | ----------------------------------------- |
| 1   | Feijenoord       | 18 | 12 | 5  | 1  | 51 | 16 | 29  | +35 | Clasificado al grupo final por el título. |
| 2   | Sparta Rotterdam | 18 | 9  | 5  | 4  | 66 | 44 | 23  | +22 |                                           |
| 3   | HBS Craeyenhout  | 18 | 10 | 3  | 5  | 56 | 47 | 23  | +9  | [Oeste-I]                                 |
| 4   | Hermes DVS       | 18 | 7  | 6  | 5  | 51 | 46 | 20  | +5  |                                           |
| 5   | DFC              | 18 | 8  | 3  | 7  | 35 | 30 | 19  | +5  |                                           |
| 6   | DHC              | 18 | 6  | 6  | 6  | 45 | 40 | 18  | +5  |                                           |
| 7   | RFC              | 18 | 7  | 3  | 8  | 37 | 34 | 17  | +3  | [Oeste-I]                                 |
| 8   | VUC              | 18 | 6  | 4  | 8  | 39 | 58 | 16  | -19 | [Oeste-I]                                 |
| 9   | Xerxes           | 18 | 4  | 5  | 9  | 39 | 63 | 13  | -24 | [Oeste-I]                                 |
| 10  | CVV Mercurius    | 18 | 0  | 2  | 16 | 18 | 59 | 2   | -41 | [Oeste-I]                                 |

PJ = Partidos jugados; PG = Partidos ganados; PE = Partidos empatados; PP = Partidos perdidos; GF = Goles a favor; GC = Goles en contra; Pts = Puntos; DG = Diferencia de goles
[Oeste-I] Equipos trasladados a la división Oeste-I para la próxima temporada.

### Grupo final por el título
| Pos | Equipo              | PJ | PG | PE | PP | GF | GC | Pts | DG  |
| --- | ------------------- | -- | -- | -- | -- | -- | -- | --- | --- |
| 1   | Feijenoord          | 8  | 5  | 1  | 2  | 19 | 14 | 11  | +5  |
| 2   | Blauw-Wit Amsterdam | 8  | 3  | 3  | 2  | 20 | 15 | 9   | +5  |
| 3   | Heracles            | 8  | 4  | 1  | 3  | 18 | 15 | 9   | +3  |
| 4   | Juliana             | 8  | 3  | 3  | 2  | 17 | 19 | 9   | -2  |
| 5   | GVAV Rapiditas      | 8  | 0  | 2  | 6  | 13 | 24 | 2   | -11 |

PJ = Partidos jugados; PG = Partidos ganados; PE = Partidos empatados; PP = Partidos perdidos; GF = Goles a favor; GC = Goles en contra; Pts = Puntos; DG = Diferencia de goles
|                               |
| Campeón Feijenoord 5.° título |